# Tyler Ulis
Pour les articles homonymes, voir Ulis.
Tyler Ulis, né le 5 janvier 1996 à Southfield dans le Michigan aux États-Unis, est un joueur américain de basket-ball. Il mesure 1,75 m et évolue au poste de meneur.

## Biographie
En février 2016, il est désigné parmi les dix meilleurs meneurs de la saison NCAA pour remporter le Bob Cousy Award.
En mars 2016, Ulis reçoit le trophée de meilleur joueur de la SEC Conference. 
Avec Kentucky, il arrive en finale du tournoi de la SEC. À la fin du mois de mars, il est nommé dans le meilleur cinq majeur de la saison NCAA aux côtés de Malcolm Brogdon, Buddy Hield, Brice Johnson et Denzel Valentine.
Le 6 avril 2016, il s'inscrit à la draft 2016 de la NBA pensant ne pas être choisi dans les premières positions en raison de sa petite taille. Il est sélectionné en 34e position par les Suns de Phoenix.
Le 22 décembre 2018, il est coupé par les Bulls de Chicago.

## Palmarès
- Consensus first-team All-American (2016)
- Bob Cousy Award (2016)
- SEC Player of the Year (2016)
- SEC Defensive Player of the Year (2016)
- First-team All-SEC (2016)
- SEC All-Freshman Team (2015)
- SEC Tournament MVP (2016)
- McDonald's All-American (2014)
- Jordan Brand Classic (2014)
- USAT All-USA (2014)
- First team All-state (2013)

## Statistiques

### Universitaires
Les statistiques de Tyler Ulis en matchs universitaires sont les suivantes :
| Saison    | Équipe   | Matchs | Titul. | Min./m | % Tir | % 3pts | % LF | Rbds/m. | Pass/m. | Int/m. | Ctr/m. | Pts/m. |
| --------- | -------- | ------ | ------ | ------ | ----- | ------ | ---- | ------- | ------- | ------ | ------ | ------ |
| 2014-2015 | Kentucky | 37     | 0      | 23,8   | 40,6  | 42,9   | 80,8 | 1,81    | 3,65    | 1,00   | 0,05   | 5,65   |
| 2015-2016 | Kentucky | 35     | 35     | 36,8   | 43,4  | 34,4   | 85,6 | 3,00    | 7,03    | 1,46   | 0,11   | 17,31  |
| Carrière  | Carrière | 72     | 35     | 30,1   | 42,7  | 37,1   | 84,6 | 2,39    | 5,29    | 1,22   | 0,08   | 11,32  |

## Records sur une rencontre en NBA
Les records personnels de Tyler Ulis en NBA sont les suivants, :
| Type de statistique        | Saison régulière | Saison régulière        | Saison régulière  |
| Type de statistique        | Record           | Adversaire              | Date              |
| -------------------------- | ---------------- | ----------------------- | ----------------- |
| Points                     | 34               | Rockets de Houston      | 2 avril 2017      |
| Paniers marqués            | 15               | Rockets de Houston      | 2 avril 2017      |
| Paniers tentés             | 25               | @ Kings de Sacramento   | 11 avril 2017     |
| Paniers à 3 points réussis | 3                | 4 fois                  | 4 fois            |
| Paniers à 3 points tentés  | 8                | @ Kings de Sacramento   | 11 avril 2017     |
| Lancers francs réussis     | 6                | @ Wizards de Washington | 1er novembre 2017 |
| Lancers francs tentés      | 6                | 3 fois                  | 3 fois            |
| Rebonds offensifs          | 3                | 2 fois                  | 2 fois            |
| Rebonds défensifs          | 7                | Rockets de Houston      | 2 avril 2017      |
| Rebonds totaux             | 9                | Rockets de Houston      | 2 avril 2017      |
| Passes décisives           | 13               | 2 fois                  | 2 fois            |
| Interceptions              | 5                | @ Grizzlies de Memphis  | 29 janvier 2018   |
| Contres                    | 1                | 12 fois                 | 12 fois           |
| Balles perdues             | 5                | 5 fois                  | 5 fois            |
| Minutes jouées             | 45               | @ Nets de Brooklyn      | 23 mars 2017      |

- Double-double : 10
- Triple-double : 0